# Aulide
Aulide è un personaggio della mitologia greca, una delle tre figlie del re Ogige di Tebe.

## Mitologia
Sorella di Alalcomenea e Telsinia, le tre donne sono note come Prassidiche, nutrici di Atena e dispensatrici della "giusta punizione".
Come avveniva per altre divinità greche anche a lei venivano sacrificati animali, ma solo le teste.